# Elecciones presidenciales de Maldivas de 1988
Las elecciones presidenciales se llevaron a cabo en Maldivas el 23 de septiembre de 1988. Maumoon Abdul Gayoom fue el único candidato propuesto por el Majlis. Su candidatura fue aprobada por el 96,4% de los votantes.

## Resultados
| Maumoon Abdul Gayoom | 96.4 |
| En contra            | 3.6  |
| Total                | 100  |
| Fuente: Eur          |      |